# Севасті Калліспері
Севасті Калліспері (грец. Σεβαστή Καλλισπέρη 1858 - 1953) — перша грецька    жінка, яка здобула університетський ступінь, перший докторський ступінь  і стала першою викладачкою.   Прихильниця жіночої освіти, вона писала статті, пропонувала закони грецькому парламенту щодо реформи освіти. Як шкільний інспектор, вона подорожувала по Греції та Сполучених Штатах для вивчення освітніх систем.

## Біографія
Севасті Калліспері народилася  в 1858 році в Афінах в родині Миколи та Маріго Калліспері. Її батько  був офіцером у грецькій війні за незалежність. Після створення сучасної грецької держави обіймав посаду інспектора громадських шкіл Самоса (1830), де заснував кілька початкових шкіл. Також батько був  суддею Афін (1844)  і префектом Мессенії (1855). У родині було троє дітей.   Брат Калліспері Джордж також став солдатом і пізніше служив у греко-турецькій війні 1897 року.
Калліспері була зарахована в приватну жіночу  школу Хілл. У той час  державні школи відкриті лише для студентів-чоловіків. У приватних школах були доступні курси для навчання дівчат   бути дружинами та матерями. Після закінчення  вони отримували диплом, який не відповідав вимогам вступу до університету.  Жінкам дозволялося  брати участь у соціальній роботі та бути вчителями.
У період з 1907 по 1919 рік Калліспері та її брат Джордж купили 4 сусідні ділянки в Афінах і спорудили на них кілька будівель, починаючи з неокласичного будинку, розпочатого в 1911 році.
Калліспірі померла в 1953 році  в Афінах. 

## Трудова діяльність
Після закінчення приватної школи  Севасті Калліспері отримала приватне навчання, щоб гарантувати, що її підготовка була рівною навчанню студентів-чоловіків.  У 1884 році вона написала  заяву на вступ до Афінського університету.  Калліспері було дозволено скласти вступний іспит з філософії.  Екзамен проводили десять професорів університету. Після здачі іспиту Міністерство освіти відмовилося підтверджувати підписи викладачів, які його проводили, тим самим відмовляючи Севасті Калліспері в вступі до університету.   Оскарживши процес, мер Афін підтвердив підписи та надав їй диплом середньої школи, але у вступі до університету   було відмовлено. Вона подала заявку на отримання стипендії для подальшої освіти за кордоном, але уряд не мав коштів для надання запиту. У 1885 році її батько погодився відправити її до Сорбонни в Париж. В Парижі Калліспері довелося скласти черговий іспит, після чого вона була  прийнята на кафедру філософії. Вона закінчила університет у 1891 році й здобула ступінь доктора. Вона стала першою грецькою жінкою, яка здобула університетський ступінь. Вона закінчила з відзнакою навчання серед 139 студентів, серед яких вона була єдиною жінкою. Перш ніж повернутися в Грецію, Калліспері пройшла  стажування в школах Севра і Кембриджа.

## Кар'єра
У 1892 році, після повернення до Греції, Калліспері була прийнята на роботу в школу  Арсакейо  французьким інструктором. У період з 1895 по 1898 рік вона також викладала грецьку мову в школі. Водночас Севасті  приватно навчала дівчат у своєму домі етиці, історії, грецькій та французькій літературі та психології. У 1895 році вона подала у відставку з посади в Арсакейо і прийняла посаду інспектора освіти шкіл для дівчат. Вона була єдиною жінкою-інспектором у країні.   Калліспері публікувала статті про методи вдосконалення освіти. У 1897 р. «Сімейний журнал» опублікував її документ «Περί μεταρρυθμίσεως του γυναικείου Εκπαιδευτικού συστήματος (для реформування освітньої системи жінок)». Того ж року Калліспері приєдналась до інших феміністок, щоб створити Союз жіночої освіти та почала публікуватися в таких журналах, як "Талія" та "Евридіка".  Вона розширила просвітницькі ідеї в 1899 році, подавши до парламенту два законопроєкти, закликаючи покращити освіту жінок. У 1904 році на Першій еллінській освітянській конференції запропонувала такі практичні навички, як бджільництво, вирощування шовкових хробаків, садівництво та інші. У 1906 р.  вона була делегатом  до трирічної конвенції Християнського союзу температур  у Бостоні. Частина її поїздки до США призначалась вивченню роботи державних шкіл у Бостоні, Філадельфії та Нью-Йорку для подальшого використання американського досвіду  в Греції.  Вона пробула в Сполучених Штатах протягом п'яти років, відвідуючи грецькі громади в Огайо, Колорадо та  Юті, щоб вивчити сільськогосподарські торговельні школи, перш ніж повернутися до   Греції. Калліспері написала статті для публікації та розробила закони для вдосконалення освітньої системи в Греції. Окрім закликів до вдосконалення освіти, вона також писала аналізи давньогрецької літератури, перекладала закордонні п’єси, а також писала вірші та публікувала свої спогади.

## Спадщина
Після смерті Каліспері за її заповітом було створено  фонд для сприяння навчанню дівчат. Протягом декількох десятиліть  кілька будівель- власність Калліспері- стояли покинутими. Згодом її  майно перейшло до муніципалітету Галандрі, там створена  середня школа для дівчат. У  2012 році було остаточно затверджено об'єкт  пам'яткою, що охороняється.    